# Пенцберг
Пенцберг (њем. Penzberg) град је у њемачкој савезној држави Баварска. Једно је од 34 општинска средишта округа Вајлхајм-Шонгау. Према процјени из 2010. у граду је живјело 16.230 становника. Посједује регионалну шифру (AGS) 9190141.

## Географски и демографски подаци
Пенцберг се налази у савезној држави Баварска у округу Вајлхајм-Шонгау. Град се налази на надморској висини од 596 метара. Површина општине износи 25,7 km². У самом граду је, према процјени из 2010. године, живјело 16.230 становника. Просјечна густина становништва износи 631 становника/km².

## Међународна сарадња
| Мјесто | Држава    | Врста сарадње | Од    |
| ------ | --------- | ------------- | ----- |
|        | Француска | партнерство   | 1981. |
| Извор  |           |               |       |